# Hibiscus (artiste)
Hibiscus, né George Edgerly Harris III le 6 septembre 1949 et mort le 6 mai 1982, est un acteur et artiste de performance américain.
Il commence sa carrière à New York, puis s'installe à San Francisco, où, au début des années 1970, il fonde le collectif de théâtre psychédélique de libération gay connu sous le nom de Cockettes.
Il se fait connaître à travers Flower Power (1967), une photographie emblématique prise lors d'une grande manifestation contre la guerre du Vietnam à Washington, DC, où il est immortalisé en train de glisser des fleurs dans les canons des fusils des policiers militaires.

## Biographie

### Origines et enfance
Harris naît à Bronxville, New York en 1949, de George Harris II et Ann M. Harris. La famille déménage ensuite à Clearwater Beach, en Floride. Ses parents se produisent dans un théâtre communautaire local appelé « The Little Theater ». George et ses frères et sœurs créent une troupe de théâtre pour enfants, les El Dorado Players.

### Carrière professionnelle
En 1964, après le retour de sa famille à New York, George Harris commence à apparaître dans des publicités et à la télévision. En 1966, il joue aux côtés d'Al Pacino et James Earl Jones dans la pièce Off Broadway Peace Creeps de John Wolfson. L'année suivante, il partage la scène avec son père dans la pièce Off-Off-Broadway Gorilla Queen de Ronald Tavel, avant de partir pour San Francisco avec le poète Peter Orlovsky. Impliqué dans des pièces militantes, il côtoie des artistes comme Jack Smith, célèbre pour son film Flaming Creatures.

#### Changement de nom et de style de vie
Après son installation à San Francisco en 1967, George Harris commence à consommer du LSD, laisse pousser sa barbe blonde et adopte le nom d'Hibiscus. Abandonnant son style soigné, il se tourne vers des vêtements trouvés dans des poubelles : jupes, coiffes fleuries, kimonos vintage, et une profusion de paillettes. Parfois, il opte simplement pour la nudité, chantant des airs de comédies musicales perché dans les arbres du Golden Gate Park.
Hibiscus s’installe ensuite à Kaliflower, une communauté vivant dans un ancien manoir victorien dirigée par Irving Rosenthal, écrivain Beat et ancien éditeur de William Burroughs. Ce collectif, qui distribue de la nourriture gratuitement aux groupes du quartier, fonctionne selon des règles strictes où chaque membre doit accomplir des tâches et participer aux réunions. Peu enclin à se plier à ces règles, il finit par la quitter. 

#### Création de la troupeLes Cockettes
Il emménage ensuite dans une maison avec des artistes et des hippies sous acide. Inspiré par le mode de vie de sa nouvelle communauté, composée principalement de femmes et d'hommes homosexuels, ainsi que par le théâtre expérimental et les œuvres de Jack Smith, Hibiscus nourrit le rêve de créer un groupe de théâtre d'avant-garde. Influencé par des troupes comme le Playhouse of the Ridiculous Theatre et le Living Theatre, et marqué par l'expérience du LSD, il partage cette vision avec les autres membres de la maison. Ensemble, ils adhèrent immédiatement à l'idée d'un théâtre expérimental, absurde et surréaliste, aussi bien dans la vie quotidienne que sur scène.
La troupe porte d'abord le nom d'Angels of Light Free Theatre. Rapidement, les membres de la maison remplissent un vieux carnet de coupures et de paillettes pour s'inspirer de leur premier spectacle. Celui-ci regorge d'images de l'âge d'or d'Hollywood, de divinités orientales et occidentales, entre autres. Hibiscus le qualifie de « nouveau théâtre pour une nouvelle décennie ». Plutôt que de conserver le nom initial de la troupe, ils envisagent plusieurs alternatives, dont les Rockettes, avant de finalement opter pour Cockettes. Ils réussissent à réserver leur première représentation au Palace Theatre, une salle de cinéma qui projette des films underground à minuit dans le cadre d'un événement appelé Nocturnal Dream Show, où les performances en direct ouvrent généralement le spectacle le week-end.

## Manifestation contre la guerre
Le 21 octobre 1967, Hibiscus (alors George Harris) rejoint la Marche sur le Pentagone, une marche anti-guerre destinée à « faire léviter » le Pentagone. Il apparaît dans la photographie de Bernie Boston, nommée au prix Pulitzer, Flower Power ; il est le manifestant portant un pull à col roulé photographié en train de mettre des fleurs dans le canon d'un soldat du 503e bataillon de police militaire (aéroporté).
Boston a rappelé ce moment dans une interview de 2005 dans le magazine Curio: 

« Quand j'ai vu la marée de manifestants, j'ai su qu'il allait se passer quelque chose. J'ai vu les troupes descendre dans la foule et j'étais prêt. » Un soldat a perdu son fusil. Un autre a perdu son casque. Les autres avaient leurs armes pointées vers la foule, quand tout à coup un jeune hippie est sorti devant l'action avec un bouquet de fleurs dans sa main gauche. De la main droite, il a commencé à placer les fleurs dans les canons des fusils des soldats. « Il est sorti de nulle part », raconte Boston, « et il m'a fallu des années pour découvrir qui il était... son nom était Harris.» »

Paul Krassner, membre de la contre-culture des années 1960, déclare dans un article de blog qu'il n'a publié qu'une semaine après la mort de Bernie Boston en 2008 (et trois ans après que Boston ait été cité dans Curio ), que le jeune homme sur la photo était Joel Tornabene, un dirigeant du Youth International Party ; en plus de Boston, Harris/Hibiscus et Tornabene étaient tous deux morts avant que Krassner ne publie cette déclaration.

### Mort
Hibiscus décède du sarcome de Kaposi à la suite de complications liées au SIDA le 6 mai 1982 à l'hôpital St. Vincent de New York. Il fut l'une des premières victimes du sida ; au moment de sa mort, la nouvelle maladie était encore appelée GRID.